# Monte B. Shapiro
Monte Bernard Shapiro (* 31. Mai 1912 in Südafrika; † 29. April 2000 in London) war ein klinischer Psychologe im Vereinigten Königreich am King’s College London. Er wird mit anderen als „Begründer der Klinischen Psychologie im Vereinigten Königreich“ angesehen.

## Leben
Er stammte aus einer jüdischen Familie in Südafrika und studierte Psychologie an der Rhodes-Universität. Vor dem Zweiten Weltkrieg wanderte er nach Großbritannien aus, wo er an der University of Cambridge forschte. Bei Ausbruch des Krieges meldete sich Shapiro, der in den 1930er Jahren der Kommunistischen Partei beigetreten war (er verließ die kommunistische Partei 1956 nach der durch Nikita Sergejewitsch Chruschtschow eingeleiteten Entstalinisierung), freiwillig zum Dienst in der Royal Air Force und wurde als Navigator und Bombenleger eingesetzt. 1943 wurde er über den Niederlanden abgeschossen und verletzte sich schwer an einem Arm, was zu einer lebenslangen Behinderung führte.
Nach dem Krieg begann er am Institute of Psychiatry, einer Fakultät des King’s College London, zu arbeiten, wo er zusammen mit Hans Jürgen Eysenck am Maudsley Hospital ein Ausbildungsprogramm für klinische Psychologie aufbaute. Er war überzeugt, dass psychologische Behandlungen auf wissenschaftlichen Grundsätzen beruhen sollten, dazu entwickelte er das Wissenschaftler-Praktiker-Modell als Basis für die Ausbildung in klinischer Psychologie.

## Werk
Ab 1951 veröffentlichte er eine Reihe von Arbeiten, in denen er die experimentelle Methode auf diagnostische Probleme im klinischen Einzelfall anwandte, die in vielerlei Hinsicht die Entwicklungen auf dem Gebiet der Neuropsychologie vorwegnahmen. Er weitete dabei die Einzelfallmethoden auf Probleme aus, bei denen der subjektive Bericht des Patienten und nicht die Leistung in einem kognitiven Test im Mittelpunkt der Untersuchung stand. Er erkannte die Grenzen der verfügbaren Messmethoden und entwickelte eine Fragebogenmethode zur Skalierung der von einer Person selbstberichteten Symptome. Der Fragebogen nutzte die robuste Methode des Paarvergleichs, um eine schnelle Bewertung und inhärente Zuverlässigkeitsprüfungen zu ermöglichen. Dazu entwickelte er das Personal Questionnaire (PQ), um psychologisch relevante  Symptome zu messen.

## Ehrungen/Positionen
- 1984: Stiftung des „Bachelor of Medicine Shapiro Award“ durch die British Psychological Society, mit dem jedes Jahr ein britischer Psychologe geehrt wird, der einen herausragenden Beitrag zu diesem Fachgebiet geleistet hat.[6] Der erste Preisträger dieses Preises war Monte Bernard Shapiro selbst.

## Privates
Er war verheiratet mit Jean Shapiro (* 25. November 1916 in Carshalton, London Borough of Sutton; † 10. Mai 2005 in Bristol), die Journalismus am University College London studiert hatte. Beide verband die Zugehörigkeit zur kommunistischen Partei, aus der sie ebenfalls 1956 austrat. Das Ehepaar hatte die Kinder David und Rose. David A. Shapiro ist Honorarprofessor am Forschungszentrum für psychologische Therapien der University of Leeds und an der Abteilung für klinische Psychologie der University of Sheffield.

## Publikationen (Auswahl)
Monografien
- Experimental Studies of a Perceptual Anomaly. III. The Testing of an Explanatory Theory. Cambridge University Press, 2018.

Zeitschriftenartikel
- A reassessment of clinical psychology as an applied science. In: British Journal of Clinical Psychology, 1985, 24, S. 1–11.
- Assessment interviewing in clinical psychology. In: British Journal of Social and Clinical Psychology, 1979, 18 (2), S. 211–218.
- Mit D. A. Shapiro: Experiments on the feeling of depression. British Journal of Social and Clinical Psychology, 1974, 13 (2), S. 191–9.
- Mit G. K. Litman: D. K. B. Nias; E. R. Hendry: A clinician's approach to experimental research. In: Journal of Clinical Psychology, 1973, 29 (2), S. 165–169.
- A Clinically Orientated Strategy in Individual-Centred Research. In: British Journal of Social and Clinical Psychology, 1969, 8 (3), S. 290–291.
- Clinical psychology as an applied science. In: British Journal of Psychiatry, 1967, 113, S. 1039–1042.
- The Single Case in Clinical-Psychological Research. In: The Journal of General Psychology, 1966, 74 (1), S. 3–23.
- Generality of Psychological Processes and Specificity of Outcomes. In: Perceptual and Motor Skills, 1966, 23 (1), 16.
- The measurement of clinically relevant variables. In: Journal of Psychosomatic Research, 1964, 8, S. 245–254.
- A method of measuring psychological changes specific to the individual psychiatric patient. In: British Journal of Medical Psychology, 1961, 34 (2), S. 151–155.
- The single case in fundamental clinical psychological research. In: British Journal of Medical Psychology, 1961.
- Mit A. T. Ravenette: A preliminary experiment on paranoid delusions. In: The British Journal of Psychiatry, 1959 – RCP.
- Experimental Method in the Psychological Description of the Individual Psychiatric Patient. In: International Journal of Social Psychiatry, 1957, 3 (2), S. 89–102.
- Mit E. H. Nelson: An investigation of an abnormality of cognitive function in a cooperative young psychotic: an example of the application of experimental method to the single case. In:  Journal of Clinical Psychology, 1955, 11, S. 344–351.
- Mit Deone Bartlet: Investigation and Treatment of a Reading Disability in a Dull Child with Severe Psychiatric Disturbances. In: British Journal of Educational Psychology, 1956, 26 (3), S. 180–190.
- Mit F. Post; B. Loefving; J. Inglis: “Memory function” in psychiatric patients over sixty, some methodological and diagnostic implications. In: The British Journal of Psychiatry, 1956 – RCP.
- Mit E. H. Nelson: An Investigation of the Nature of Cognitive Impairment in Co-Operative Psychiatric Patient. In: British Journal of Medical Psychology, 1955.
- Mit I. M. Marks; B. Fox: A therapeutic experiment on phobic and affective symptoms in an individual psychiatric patient In: Social and Clinical Psychology, 1963.
- Some correlates of opinions on the upbringing of children. In: British Journal of Psychology, 1952, S. 141–149.